# Ikonboard
Ikonboard era un forum online gratuito o un sistema di banca dati sviluppato da Matt Mecham in Perl e php per l'uso su MySQL, PostgreSQL, Oracle, così come tanti altri database.

## Storia di Ikonboard

### Primi anni
Ikonboard è stato originariamente sviluppato da Matt Mecham, la prima versione fu la 0.9 beta uscita nel settembre 1999. Originariamente gran parte del progetto si trovava su ikondiscussion.com (non più attivo) fino a quando non ha subito un crash del server nel marzo 2001; da qui si pensò che tutto il contenuto poteva essere stato perso (comprese le prime bozze della versione 3) e, di conseguenza, si decise di migrare su un nuovo sito chiamato Ikonboard.com nell'aprile del 2001.

### Durante la proprietà della Jarvis Entertainment Group (JEG)
Verso la fine dell'aprile 2001 Ikonboard aveva ufficialmente aderito alla Rete Jarvis. A questo punto l'ultima versione disponibile era 2.1.8, con la 3.0 in fase beta. Si dice che Matthew Mecham abbia venduto in un secondo periodo Ikonboard all'Entertainment Group Jarvis in cambio di azioni. Subito dopo la distribuzione di 3,0 Matthew Mecham fermò lo sviluppo Ikonboard, e incominciò a lavorare su Invision Power Board. Un anno dopo la sua vendita il DNS venne usato per reindirizzare gli utenti ad una pagina dell'azienda, nacque così una disputa legale sulla proprietà del dominio.
Dopo la cessione da parte di Matt Mecham, il proprietario di JEG ha presentato una richiesta pubblica per formare un team al fine di creare nuove versioni di Ikonboard. Tra quelli reclutati emersero soprattutto Sly, Camil, Quasi e molti altri ancora. Nel 12 giugno 2002 uscì Ikonboard 3.1 assieme ai piani per le versioni in PHP. Inizialmente questa versione venne utilizzata al fine di correggere piccoli bug prima della distribuzione della versione ufficiale. Nell'ottobre del 2003 il presidente (e amministratore delegato) di JEG John Jarvis è stato costretto a lasciare la JEG.

### Durante la proprietà della Westlin Corporation
Nel febbraio 2004 la JEG cambiò il suo nome in Westlin Corporation. La seconda serie di programmatori fu formata da tecnici abbastanza scarsi, con molti di loro che lavoravano pure al progetto Infinite Core Technology.
Nell'estate del 2005 emerse che l'ex presidente JEG John Jarvis stava effettuando un'azione legale contro Westlin, al fine rientrare in possesso di Ikonboard e le altre cose. Per gran parte di settembre dello stesso anno il sito dei server fu offline. Westlin rifiutò di commentare l'interruzione di tale servizio, spingendo alcuni membri dello staff a dimettersi. Nell'ottobre 2005, con Westlin ancora impegnato a convincere il personale di supporto e gli sviluppatori, dichiarò ufficialmente che non sarebbe stato più possibile scaricare Ikonboard, almeno per il momento.

### Durante la proprietà post- Westlin Corporation
Il 28 ottobre 2005, dopo settimane di speculazioni, la proprietà di Ikonboard venne trasferita in mano a John Jarvis. Tuttavia, il cambio di possesso portò all'inutilizzabilità del sito fino a dicembre, con una nuova società madre chiamata Pitboss Entertainment. Anche se John Jarvis ufficialmente il proprietario di Ikonboard, non aveva alcuna presenza visibile sul sito, con Joshua Johnson che gestì Ikonboard a suo nome. Poco dopo essere tornò in sviluppo la 3.1.3, sviluppata da un gruppo di volontari soprannominato 'La squadra Ikonboard ', assieme ad forum con la funzione di supporto. Ikonboard 3.1.3 venne distribuito il 30 gennaio 2006 mentre la 3.1.4 nel mese di febbraio. Il 22 marzo 2006 venne annunciato che la società madre Pitboss enterntainment non esisteva più e che tutti i suoi beni (compresi Ikonboard) erano gestiti dalla ' Level 6 Studios '. Lo sviluppo è stato influenzato dalla capogruppo che portò ad alcune grosse modifiche e per questo motivo la 3.1.5 venne distribuita il 30 maggio 2006. Inoltre, il team di Ikonboard iniziò lo sviluppo di una 3.2, anche se questo progetto non è mai stato distribuito sotto il nome di Ikonboard. Il 10 settembre 2006 infatti la squadra di ikonboard cominciò a lavorare alla prima versione di IkonForums, ovvero un nuovo forum che riprendeva le ideologie del precedente.
La maggior parte degli sviluppatori abbandonò la società e quindi ne furono reclutati di nuovi. Nel gennaio 2007 il record di domini venne rivisto assieme a quelli di John Jarvis. Questo cambiamento implicò che John Jarvis era ancora il proprietario del dominio, che sembrava contraddire gli annunci fatti dal nuovo gestore. Per la maggior parte di giugno 2007 Ikonboard soffrì di tempi di inattività, che vennero mascherati dicendo che c'erano alcuni problemi con i DNS. L'8 gennaio 2008, l'ex sito ufficiale tedesco di supporto ' ikonboard.de - Reloaded ' completò la transizione convertendo definitivamente Ikonboard in IkonForums, anche se fornì ancora a lungo il supporto per la versione precedente.

### Durante la proprietà della Ikonboard Services Inc
Dal settembre 2009, la proprietà di Ikonboard (e quindi pure del software) passò in mano a Joshua Johnson. Nel maggio 2012 Ikonboard php sta facendo enormi progressi ed è conosciuto come foum di supporto in tutto il mondo.

## Versioni prodotte

### Ikonboard 0.9
La prima versione prodotta di Ikonboard era 0.9 beta nel settembre 1999; è stata scritta da Matthew Mecham in Perl ma rispetto all'attuale versione (Invision Power Board) conteneva solo funzionalità di base.

### Ikonboard 1.x
Furono costruite sulla versione 0.9, sempre da Mecham.

### Ikonboard 2.1.x
La serie 2.1.x incorpora alcune delle idee e sviluppi della serie 1.x, ma è basata su un nuovo codice.
È stato grazie alle release della serie 2.1.x che Ikonboard è diventata molto popolare sul web, forse a causa del suo status di una alternativa libera a UBB. Le versioni 2.1.x di Ikonboard contenevano molte delle funzionalità presenti nel software di oggi.
Come nelle precedenti release, Ikonboard 2.1.x è stata scritta in Perl utilizzato un sistema di archiviazione flat dei files. Il codice effettivo del software continua basarsi su quello di Mecham, gli altri membri aggiunsero solo alcune nuove funzionalità.

### Ikonboard 2.2
Ikonboard 2.2 è stata frutto di uno sforzo per continuare a migliorare la serie 2.x dopo Mecham incominciò a lavorare alla 3.0. Tuttavia, e non c'è mai stata una release di Ikonboard 2.2: dalla fine di dicembre 2005 il download per lo sviluppo 2.2 venne rimosso dal sito.

### Ikonboard 3.0
Ikonboard 3.0 venne creato riscrivendo completamente il codice anche se il tutto non era ancora codificato interamente in Perl; tuttavia, Mecham adottò uno stile orientato agli oggetti di codifica, e ha eliminando i file flat, ciò consentì la memorizzazione dei dati in un database come MySQL o Oracle.
Dopo l'uscita di Ikonboard 3.0, Mecham smise di sviluppare Ikonboard. Ulteriori versioni della serie 3.0.x sono rappresentati piccole correzioni e miglioramenti del codice.

### Ikonboard 3.1
Poiché i nuovi sviluppatori guadagnarono familiarità con il codice, fecero grossi miglioramenti nelle versioni della serie 3.1.x. Per lungo tempo la versione stabile fu la 3.1.2.
La successiva release avrebbe dovuto essere 3.2 (originariamente iniziata nel 2003). Tuttavia, per varie ragioni il lavoro di questa versione rimase in fase di stallo. 
Attualmente non c'è nessuna release ufficiale della versione 3.2

### MyIkonboard
myIkonboard è un prodotto originariamente creato dalla società Ikonboard's parent company. Anche se non direttamente collegata ad Ikonboard, è stata alimentata da una versione Perl con un programma di installazione personalizzato. Nel marzo 2006 è stato annunciato da IPC che myIkonboard sarebbe tornato online. Nel giugno 2007 il sito è diventato nuovamente disponibile.
A partire dal febbraio 2010, myIkonboard ora è di nuovo online, sotto il controllo di Ikonboard.

### Ikonboard PHP (Progetto Mongoose)
Nel 2002 è stato commissionato il lavoro su una versione basata su PHP. Questo lavoro è stato intitolato "Progetto Mongoose " ed era una completa riscrittura di Ikonboard in PHP. Era simile solo di nome e di proprietà. Ikonboard PHP è stato adattato a un sistema multi-utente che ha permesso migliaia di singoli forum di essere creati e ospitati attraverso un servizio completamente in PHP; inoltre è stato introdotto un convertitore per automatizzare il processo di trasferimento dei forum. Non c'è mai stata una release di Ikonboard PHP perché gli sviluppatori lasciarono l'azienda nel febbraio 2003.

### Ikonboard PHP Lite
Ikonboard PHP Lite fu una versione rinominata così dopo che venne acquistata da John Jarvis (Poi CEO di Jarvis Entertainment Group) tramite un'asta su eBay. L'unico coinvolgimento degli sviluppatori del progetto Mongoose avuto con questo prodotto è stato la costruzione di un installatore rudimentale su richiesta del Jarvis Entertainment Group.